# Дейтън (Айдахо)
Вижте пояснителната страница за други значения на Дейтън.
Дейтън (на английски: Dayton) е град в окръг Франклин, щата Айдахо, САЩ. Дейтън е с население от 444 жители (2000) и обща площ от 17,1 km². Намира се на 1470 m надморска височина. ЗИП кодът му е 83232, а телефонният му код е 208.